# Carl Becker
Carl Becker (ur. 16 stycznia 1895, zm. 24 marca 1966) – niemiecki generalleutnant. Odznaczony Krzyżem Rycerskim Krzyża Żelaznego z Liśćmi Dębu.
Carl Becker trafił do niewoli radzieckiej podczas operacji praskiej w 1945 roku. W ZSRR skazany za zbrodnie wojenne, więzienie opuścił w 1955.
Becker był jednym z młodych oficerów z okresu I wojny światowej, którzy oddani ideologii nazistowskiej, byli ważną częścią Wehrmachtu w drugiej połowie II wojny światowej.

## Odznaczenia
- Krzyż Rycerski Krzyża Żelaznego z Liśćmi Dębu (1945)
- Krzyż Rycerski Krzyża Żelaznego (1942)
- Złoty Krzyż Niemiecki (1941)
- Krzyż Żelazny 1914 I klasy (1917)
- Krzyż Żelazny 1914 II klasy (1915)
- Okucie do Krzyża Żelaznego(inne języki) I klasy (1940)
- Okucie do Krzyża Żelaznego II klasy (1939)
- Ehrenblattspange(inne języki) (1941)